# Liga Sudamericana de Clubes 2002
La Liga Sudamericana de Clubes de 2002 fue la séptima edición del (por esos años) torneo más importante de básquet en Sudamérica, y participaron dieciséis equipos provenientes de diez países.
El campeón de esta edición fue Libertad de Sunchales, que venció en la final al Vasco da Gama en tres de los cuatro juegos disputados y obtuvo su primer título en la competencia y a nivel sudamericano.

## Participantes
| País                   | Equipo                                                                                | Vía de clasificación                                                                                |
| ---------------------- | ------------------------------------------------------------------------------------- | --------------------------------------------------------------------------------------------------- |
| Argentina 2 cupos + CV | Estudiantes de Olavarría Libertad (Sunchales) Gimnasia y Esgrima (Comodoro Rivadavia) | Campeón defensor y campeón de la LNB 2000-01 Subcampeón de la LNB 2000-01 Tercero en la LNB 2000-01 |
| Bolivia 1 cupo         | Club Real Santa Cruz                                                                  | —                                                                                                   |
| Brasil 3 cupos         | Vasco da Gama Ribeirão Preto Franca BC                                                | Campeón LNB 2001 Subcampeón LNB 2001 Tercero LNB 2001                                               |
| Chile 2 cupos          | Provincial Llanquihue Deportivo Valdivia                                              | —                                                                                                   |
| Colombia 1 cupo        | Piratas de Bogotá                                                                     | —                                                                                                   |
| Ecuador 1 cupo         | Mavort                                                                                | —                                                                                                   |
| Paraguay 1 cupo        | Deportivo San José                                                                    | Campeón Temporada 2001                                                                              |
| Perú 1 cupo            | Club Regatas Lima                                                                     | —                                                                                                   |
| Uruguay 2 cupos        | Biguá Cordón                                                                          | —                                                                                                   |
| Venezuela 1 cupo       | Cocodrilos de Caracas                                                                 | —                                                                                                   |

CV: campeón vigente, o campeón defensor.

## Modo de disputa
El torneo estuvo dividido en dos etapas, la fase de grupos y los play-offs.
Fase de grupos
Los dieciséis participantes se dividieron en cuatro grupos de cuatro equipos cada uno, donde disputaron partidos todos contra todos dentro de su grupo. Cada grupo tuvo una sede fija la cual fue sorteada previamente.
 Los dos mejores de cada grupo avanzaron a la siguiente fase, la de play-offs.
- Grupo A: Montevideo, Uruguay
- Grupo B: Asunción, Paraguay.
- Grupo C: São Paulo, Brasil.
- Grupo D: Quito, Ecuador.

Play offs
Los ocho participantes se enfrentaron en parejas a duelos al mejor de tres, los cuales se jugaron 1-2, disputando dos partidos como local los primeros de grupo. Los cuatro ganadores avanzaron de fase y se enfrentaron nuevamente con el mismo formato.
La final se jugó al mejor de cinco encuentros, disputados 2-2-1.

## Fase de grupos

### Grupo A - Montevideo, Uruguay
| Pos. | Equipo                                  | Pts | PJ | PG | PP | PF  | PC  | Dif |
| ---- | --------------------------------------- | --- | -- | -- | -- | --- | --- | --- |
| 1.   | Vasco da Gama                           | 6   | 3  | 3  | 0  | 275 | 211 | +64 |
| 2.   | Biguá                                   | 5   | 3  | 2  | 1  | 248 | 211 | +37 |
| 3.   | Gimnasia y Esgrima (Comodoro Rivadavia) | 4   | 3  | 1  | 2  | 244 | 257 | -13 |
| 4.   | Llanquihue                              | 3   | 3  | 0  | 3  | 207 | 295 | -88 |

|  | Clasificado a la siguiente fase del torneo. |

| 20 de febrero | Vasco da Gama | 91–81 | Gimnasia (CR) |  |  |
|               |               |       |               |  |  |
|               |               |       |               |  |  |

| 20 de febrero | Biguá | 91–68 | Lalanguihue |  |  |
|               |       |       |             |  |  |
|               |       |       |             |  |  |

| 21 de febrero | Lalanguihue | 59–109 | Vasco da Gama |  |  |
|               |             |        |               |  |  |
|               |             |        |               |  |  |

| 21 de febrero | Biguá | 86–68 | Gimnasia (CR) |  |  |
|               |       |       |               |  |  |
|               |       |       |               |  |  |

| 22 de febrero | Lalanguihue | 80–95 | Gimnasia (CR) |  |  |
|               |             |       |               |  |  |
|               |             |       |               |  |  |

| 22 de febrero | Biguá | 71–75 | Vasco da Gama |  |  |
|               |       |       |               |  |  |
|               |       |       |               |  |  |

### Grupo B - Asunción, Paraguay
| Pos. | Equipo          | Pts | PJ | PG | PP | PF  | PC  | Dif |
| ---- | --------------- | --- | -- | -- | -- | --- | --- | --- |
| 1.   | Libertad        | 5   | 3  | 2  | 1  | 256 | 217 | +39 |
| 2.   | San José        | 5   | 3  | 2  | 1  | 246 | 238 | +8  |
| 3.   | Cordón          | 5   | 3  | 2  | 1  | 267 | 244 | +23 |
| 4.   | Real Santa Cruz | 3   | 3  | 0  | 3  | 215 | 285 | -70 |

|  | Clasificado a la siguiente fase del torneo. |

| 2 de marzo | Cordón | 66–84 | Libertad |  |  |
|            |        |       |          |  |  |
|            |        |       |          |  |  |

| 2 de marzo | San José | 82–68 | Santa Cruz |  |  |
|            |          |       |            |  |  |
|            |          |       |            |  |  |

| 3 de marzo | Cordón | 107–73 | Santa Cruz |  |  |
|            |        |        |            |  |  |
|            |        |        |            |  |  |

| 3 de marzo | San José | 77–76 | Libertad |  |  |
|            |          |       |          |  |  |
|            |          |       |          |  |  |

| 4 de marzo | Libertad | 96–74 | Santa Cruz |  |  |
|            |          |       |            |  |  |
|            |          |       |            |  |  |

| 4 de marzo | San José | 87–94 | Cordón |  |  |
|            |          |       |        |  |  |
|            |          |       |        |  |  |

### Grupo C - São Paulo, Brasil
| Pos. | Equipo             | Pts | PJ | PG | PP | PF  | PC  | Dif |
| ---- | ------------------ | --- | -- | -- | -- | --- | --- | --- |
| 1.   | Estudiantes (O)    | 6   | 3  | 3  | 0  | 302 | 259 | +43 |
| 2.   | COC Ribeirão Preto | 5   | 3  | 2  | 1  | 289 | 245 | +44 |
| 3.   | Deportes Valdivia  | 4   | 3  | 1  | 2  | 260 | 308 | -48 |
| 4.   | Regatas Lima       | 3   | 3  | 0  | 3  | 247 | 286 | -39 |

|  | Clasificado a la siguiente fase del torneo. |

| 28 de febrero | Deportes Valdivia | 92–100 | Estudiantes (O) |  |  |
|               |                   |        |                 |  |  |
|               |                   |        |                 |  |  |

| 28 de febrero | COC Ribeirão Preto | 89–72 | Regatas Lima |  |  |
|               |                    |       |              |  |  |
|               |                    |       |              |  |  |

| 1 de marzo | COC Ribeirão Preto | 114–71 | Deportes Valdivia |  |  |
|            |                    |        |                   |  |  |
|            |                    |        |                   |  |  |

| 1 de marzo | Estudiantes (O) | 100–81 | Regatas Lima |  |  |
|            |                 |        |              |  |  |
|            |                 |        |              |  |  |

| 2 de marzo | Deportes Valdivia | 97–94 | Regatas Lima |  |  |
|            |                   |       |              |  |  |
|            |                   |       |              |  |  |

| 2 de marzo | COC Ribeirão Preto | 86–102 | Estudiantes (O) |  |  |
|            |                    |        |                 |  |  |
|            |                    |        |                 |  |  |

### Grupo D - Quito, Ecuador
| Pos. | Equipo     | Pts | PJ | PG | PP | PF  | PC  | Dif  |
| ---- | ---------- | --- | -- | -- | -- | --- | --- | ---- |
| 1.   | Cocodrilos | 5   | 3  | 2  | 1  | 365 | 287 | +78  |
| 2.   | Mavort     | 5   | 3  | 2  | 1  | 320 | 288 | +32  |
| 3.   | Franca BC  | 5   | 3  | 2  | 1  | 321 | 299 | +22  |
| 4.   | Piratas    | 3   | 3  | 0  | 3  | 210 | 342 | -132 |

|  | Clasificado a la siguiente fase del torneo. |

| 23 de febrero | Mavort | 102–70 | Piratas de Bogotá |  |  |
|               |        |        |                   |  |  |
|               |        |        |                   |  |  |

| 23 de febrero | Franca BC | 107–121 | Cocodrilos de Carácas |  |  |
|               |           |         |                       |  |  |
|               |           |         |                       |  |  |

| 24 de febrero | Franca BC | 102–70 | Piratas de Bogotá |  |  |
|               |           |        |                   |  |  |
|               |           |        |                   |  |  |

| 24 de febrero | Mavort | 110–106 | Cocodrilos de Carácas |  |  |
|               |        |         |                       |  |  |
|               |        |         |                       |  |  |

| 25 de febrero | Cocodrilos de Caracas | 138–70 | Piratas de Bogotá |  |  |
|               |                       |        |                   |  |  |
|               |                       |        |                   |  |  |

| 25 de febrero | Mavort | 108–112 | Franca BC |  |  |
|               |        |         |           |  |  |
|               |        |         |           |  |  |

## Play offs
|  | Cuartos de final  | Cuartos de final  | Cuartos de final  | Cuartos de final  |    |                 | Semifinales       | Semifinales       | Semifinales       | Semifinales       |  |               | Final                    | Final                    | Final                    | Final                    | Final                    | Final                    |  |
|  | 13 al 23 de marzo | 13 al 23 de marzo | 13 al 23 de marzo | 13 al 23 de marzo |    |                 | 10 al 15 de abril | 10 al 15 de abril | 10 al 15 de abril | 10 al 15 de abril |  |               | 26 de abril al 3 de mayo | 26 de abril al 3 de mayo | 26 de abril al 3 de mayo | 26 de abril al 3 de mayo | 26 de abril al 3 de mayo | 26 de abril al 3 de mayo |  |
|  |                   |                   |                   |                   |    |                 |                   |                   |                   |                   |  |               |                          |                          |                          |                          |                          |                          |  |
|  |                   |                   |                   |                   |    |                 |                   |                   |                   |                   |  |               |                          |                          |                          |                          |                          |                          |  |
|  | Vasco da Gama     | 89                | 104               | —                 |    |                 |                   |                   |                   |                   |  |               |                          |                          |                          |                          |                          |                          |  |
|  | Vasco da Gama     | 89                | 104               | —                 |    |                 |                   |                   |                   |                   |  |               |                          |                          |                          |                          |                          |                          |  |
|  | Dep. San José     | 79                | 73                | —                 |    |                 |                   |                   |                   |                   |  |               |                          |                          |                          |                          |                          |                          |  |
|  | Dep. San José     | 79                | 73                | —                 |    | Vasco da Gama   | 116               | PG                | —                 |                   |  |               |                          |                          |                          |                          |                          |                          |  |
|  |                   |                   |                   |                   |    | Vasco da Gama   | 116               | PG                | —                 |                   |  |               |                          |                          |                          |                          |                          |                          |  |
|  |                   |                   | Cocodrilos        | 109               | PP | —               |                   |                   |                   |                   |  |               |                          |                          |                          |                          |                          |                          |  |
|  | Cocodrilos        | 104               | Cocodrilos        | 109               | PP | —               | 85                | 92                |                   |                   |  |               |                          |                          |                          |                          |                          |                          |  |
|  | Cocodrilos        | 104               |                   |                   |    |                 |                   |                   |                   |                   |  |               |                          |                          |                          |                          |                          |                          |  |
|  | Ribeirão Preto    | 107               | 76                | 84                |    |                 |                   |                   |                   |                   |  |               |                          |                          |                          |                          |                          |                          |  |
|  | Ribeirão Preto    | 107               | 76                | 84                |    |                 |                   |                   |                   |                   |  | Vasco da Gama | 78                       | 81                       | 99                       | 85                       | —                        |                          |  |
|  |                   |                   |                   |                   |    |                 |                   |                   |                   |                   |  | Vasco da Gama | 78                       | 81                       | 99                       | 85                       | —                        |                          |  |
|  |                   |                   | Libertad          | 77                | 83 | 100             | 95                | —                 |                   |                   |  |               |                          |                          |                          |                          |                          |                          |  |
|  | Estudiantes (O)   | 89                | Libertad          | 77                | 83 | 100             | 95                | —                 | 109               | —                 |  |               |                          |                          |                          |                          |                          |                          |  |
|  | Estudiantes (O)   | 89                |                   |                   |    |                 |                   |                   | 109               | —                 |  |               |                          |                          |                          |                          |                          |                          |  |
|  | Mavort            | 69                | 88                | —                 |    |                 |                   |                   |                   |                   |  |               |                          |                          |                          |                          |                          |                          |  |
|  | Mavort            | 69                | 88                | —                 |    | Estudiantes (O) | 80                | 100               | 100               |                   |  |               |                          |                          |                          |                          |                          |                          |  |
|  |                   |                   |                   |                   |    | Estudiantes (O) | 80                | 100               | 100               |                   |  |               |                          |                          |                          |                          |                          |                          |  |
|  |                   |                   | Libertad          | 97                | 88 | 106             |                   |                   |                   |                   |  |               |                          |                          |                          |                          |                          |                          |  |
|  | Libertad          | 96                | Libertad          | 97                | 88 | 106             | 110               | 99                |                   |                   |  |               |                          |                          |                          |                          |                          |                          |  |
|  | Libertad          | 96                |                   |                   |    |                 |                   |                   |                   |                   |  |               |                          |                          |                          |                          |                          |                          |  |
|  | Biguá             | 101               | 86                | 84                |    |                 |                   |                   |                   |                   |  |               |                          |                          |                          |                          |                          |                          |  |
|  | Biguá             | 101               | 86                | 84                |    |                 |                   |                   |                   |                   |  |               |                          |                          |                          |                          |                          |                          |  |
|  |                   |                   |                   |                   |    |                 |                   |                   |                   |                   |  |               |                          |                          |                          |                          |                          |                          |  |

El equipo que figura primero en cada llave es el que obtuvo la ventaja de localías.

### Cuartos de final
Vasco da Gama - Deportivo San José
|             | Deportivo San José | 79–89 | Vasco da Gama |  |  |  |
|             |                    |       |               |  |  |  |
|             |                    |       |               |  |  |  |
| serie 0 - 1 |                    |       |               |  |  |  |
|             |                    |       |               |  |  |  |

|             | Vasco da Gama | 104–73 | Deportivo San José |  |  |  |
|             |               |        |                    |  |  |  |
|             |               |        |                    |  |  |  |
| serie 2 - 0 |               |        |                    |  |  |  |
|             |               |        |                    |  |  |  |

Cocodrilos de Carácas - Ribeirão Preto
|             | COC Ribeirão Preto | 107–104 | Cocodrilos de Carácas |  |  |  |
|             |                    |         |                       |  |  |  |
|             |                    |         |                       |  |  |  |
| serie 1 - 0 |                    |         |                       |  |  |  |
|             |                    |         |                       |  |  |  |

|             | Cocodrilos de Carácas | 85–76 | COC Ribeirão Preto |  |  |  |
|             |                       |       |                    |  |  |  |
|             |                       |       |                    |  |  |  |
| serie 1 - 1 |                       |       |                    |  |  |  |
|             |                       |       |                    |  |  |  |

|             | Cocodrilos de Carácas | 92–84 | COC Ribeirão Preto |  |  |  |
|             |                       |       |                    |  |  |  |
|             |                       |       |                    |  |  |  |
| serie 2 - 1 |                       |       |                    |  |  |  |
|             |                       |       |                    |  |  |  |

Estudiantes de Olavarría - Mavort
| 11 de marzo | Mavort | 69–89   | Estudiantes (O) |  |  |  |
|             |        |         |                 |  |  |  |
|             |        | Reporte |                 |  |  |  |
| serie 0 - 1 |        |         |                 |  |  |  |
|             |        |         |                 |  |  |  |

|             | Estudiantes (O) | 109–88 | Mavort | Olavarría                        |  |  |
|             |                 |        |        |                                  |  |  |
|             |                 |        |        | Pabellón: Parque Carlos Guerrero |  |  |
| serie 2 - 0 |                 |        |        |                                  |  |  |
|             |                 |        |        |                                  |  |  |

Libertad de Sunchales - Biguá
| 10 de marzo | Biguá | 101–96  | Libertad | Montevideo |  |  |
|             |       |         |          |            |  |  |
|             |       | Reporte |          |            |  |  |
| serie 1 - 0 |       |         |          |            |  |  |
|             |       |         |          |            |  |  |

| 19 de marzo | Libertad | 110–86  | Biguá | Sunchales                        |  |  |
|             |          |         |       |                                  |  |  |
|             |          | Reporte |       | Pabellón: El Hogar de los Tigres |  |  |
| serie 1 - 1 |          |         |       |                                  |  |  |
|             |          |         |       |                                  |  |  |

| 20 de marzo | Libertad | 99–84 | Biguá | Sunchales                        |  |  |
|             |          |       |       |                                  |  |  |
|             |          |       |       | Pabellón: El Hogar de los Tigres |  |  |
| serie 2 - 1 |          |       |       |                                  |  |  |
|             |          |       |       |                                  |  |  |

### Semifinales
Vasco da Gama - Cocodrilos de Carácas
|             | Vasco da Gama | 116–109 | Cocodrilos de Caracas |  |  |  |
|             |               |         |                       |  |  |  |
|             |               |         |                       |  |  |  |
| serie 1 - 0 |               |         |                       |  |  |  |
|             |               |         |                       |  |  |  |

|             | Cocodrilos de Caracas | PP–PG | Vasco da Gama |  |  |  |
|             |                       |       |               |  |  |  |
|             |                       |       |               |  |  |  |
| serie 0 - 2 |                       |       |               |  |  |  |
|             |                       |       |               |  |  |  |

Estudiantes de Olavarría - Libertad de Sunchales
| 5 de abril  | Libertad | 97–80   | Estudiantes (O) | Sunchales                        |  |  |
|             |          |         |                 |                                  |  |  |
|             |          | Reporte |                 | Pabellón: El Hogar de los Tigres |  |  |
| serie 1 - 0 |          |         |                 |                                  |  |  |
|             |          |         |                 |                                  |  |  |

| 12 de abril | Estudiantes (O) | 100–88  | Libertad (Sunchales) | Olavarría                        |  |  |
|             |                 |         |                      |                                  |  |  |
|             |                 | Reporte |                      | Pabellón: Parque Carlos Guerrero |  |  |
| serie 1 - 1 |                 |         |                      |                                  |  |  |
|             |                 |         |                      |                                  |  |  |

| 13 de abril | Estudiantes (O) | 100–106 | Libertad | Olavarría                        |  |  |
|             |                 |         |          |                                  |  |  |
|             |                 | Reporte |          | Pabellón: Parque Carlos Guerrero |  |  |
| serie 1 - 2 |                 |         |          |                                  |  |  |
|             |                 |         |          |                                  |  |  |

### Final
Vasco da Gama - Libertad
| 23 de abril | Vasco da Gama | 78–77                      | Libertad | Río de Janeiro                           |  |  |
|             |               |                            |          |                                          |  |  |
|             |               | se quedó ahí nomás Reporte |          | Pabellón: Estadio del Tijuca Tennis Club |  |  |
| serie 1 - 0 |               |                            |          |                                          |  |  |
|             |               |                            |          |                                          |  |  |

| 24 de abril | Vasco da Gama | 81–83                                    | Libertad | Río de Janeiro                           |  |  |
|             |               |                                          |          |                                          |  |  |
|             |               | consiguió un gran triunfo en Río Reporte |          | Pabellón: Estadio del Tijuca Tennis Club |  |  |
| serie 1 - 1 |               |                                          |          |                                          |  |  |
|             |               |                                          |          |                                          |  |  |

| 30 de abril | Libertad | 100–99  | Vasco da Gama | Sunchales                        |  |  |
|             |          |         |               |                                  |  |  |
|             |          | Reporte |               | Pabellón: El Hogar de los Tigres |  |  |
| serie 2 - 1 |          |         |               |                                  |  |  |
|             |          |         |               |                                  |  |  |

| 1 de mayo   | Libertad | 95–85   | Vasco da Gama | Sunchales                        |  |  |
|             |          |         |               |                                  |  |  |
|             |          | Reporte |               | Pabellón: El Hogar de los Tigres |  |  |
| serie 3 - 1 |          |         |               |                                  |  |  |
|             |          |         |               |                                  |  |  |

Libertad de Sunchales

Campeón

Primer título